# حلمة
الحَلَمَة هي الثؤلول (الجزء الامامي) في وسط ثدي المرأة يمتص منه الحليب. وهي مهمة فسيولوجيا من حيث مرور الحليب بها بعد الولادة لإرضاع الطفل. تكون الحلمة بارزة إلى الخارج في الحالات الطبيعية، كما تُعتبر إحدى المناطق التي تساهم في إثارة الشهوة الجنسية للإنسان.

## التشريح
خلال تشريح من الثدييات؛ تبيّن أنّ الحلمة الثديية هي إسقاط صغير من الجلد تحتوي على منافذ أو قنوات ناقلة للبن. إِنّ جلد الحلمة لهو غني بالأعصاب الحساسة التي تلعب دور المحفزات خاصة أنّها تتكيّف بسرعة مع الجهاز اللفاحي. الأعصاب المتواجدة على مستوى الحلمة قادِمة من الجلد الجانبي وممتدة على طول الثدي تقريبًا. الغرضُ الفسيولوجي من الحلمات هو تقديم الحليب إلى الطفل من خلال الغدد الثديية أثناء الرضاعة. نفس الأمر بالنسبة لثدي الشقبانيات والوحشيات الحقيقية.
تتغيّر الحلمات طوال فترة الحياة بالنسبة للرجال والنساء على حد سواء، جدير بالذكر هنا أنّ تشريح الحلمة هو الآخر قادِر على تغيير شكلها أو لونها أو حتى طبيعة ما تقوم به وهكذا:
- الحلمات المقلوبة وهي الحالة التي تكون فيها الحلمة -بدلا من بروزها إلى الخارج- فإنّها تكون مدفونة في الثدي. في بعض الحالات، يمكن أن تبرز الحلمة مؤقتاً إذا ما تم تحفيزها. يمكن أن يصاب النساء والرجال بالحلمة المقلوبة.
- تجعد الجلد حول الحلمة: يعود السبب لوجود ندب قُرب الحلمة ناتجٌ عن جراحة أو إصابة ما. في كثير من الأحيان يظهر هذا التجعّد دون ندوب أو شيء من هذا القبيل. في حقيقة الأمر؛ لا تحتاج هذه المسألة إلى علاج ولا تُشكل مصدر قلق.[8]
- احمرار الحلمة: في هذه الحالة تأخد الحلمة لونًا أحمر وعادة ما تشعر الفتاة بالألم عند لمسها. يعتقد البعض أن السبب في هذا قد يكون سرطان الثدي لكن الخُبراء لا يُؤكدون هذا.
- حكة في الحلمة: تحدث هذه الحكّة في معظم الأحيان بسبب الأكزيما أو عدوى بكتيرية أو فطرية. هذا التغيير غير المتوقع في حلمة الثدي قد يتسبب في زيادة الحكّة كما قد يكون علامة على مرض باجيت.
- جلد سميك يُحيط بالحلمة مع مسام كبيرة: تُعرف هذه الحالة بقشر البرتقال (بالفرنسية: peau d'orange) وذلك لأنّ الحلمة تُصبح شبيهة بقشرة البرتقال فعلا في هذه الحالة. يُمكن أن يُسبب هذا عدوى في الثدي أو حتى سرطان الثدي الالتهابي.الثدي: شكل تخطيطي للثدي . 
1. جدار الصدر 
2. عضلة صدرية كبيرة 
3. فصيصات 
4. حلمة 
5. هالة 
6. قناة حليبية 
7. نسيج شحمي 
8. الجلد

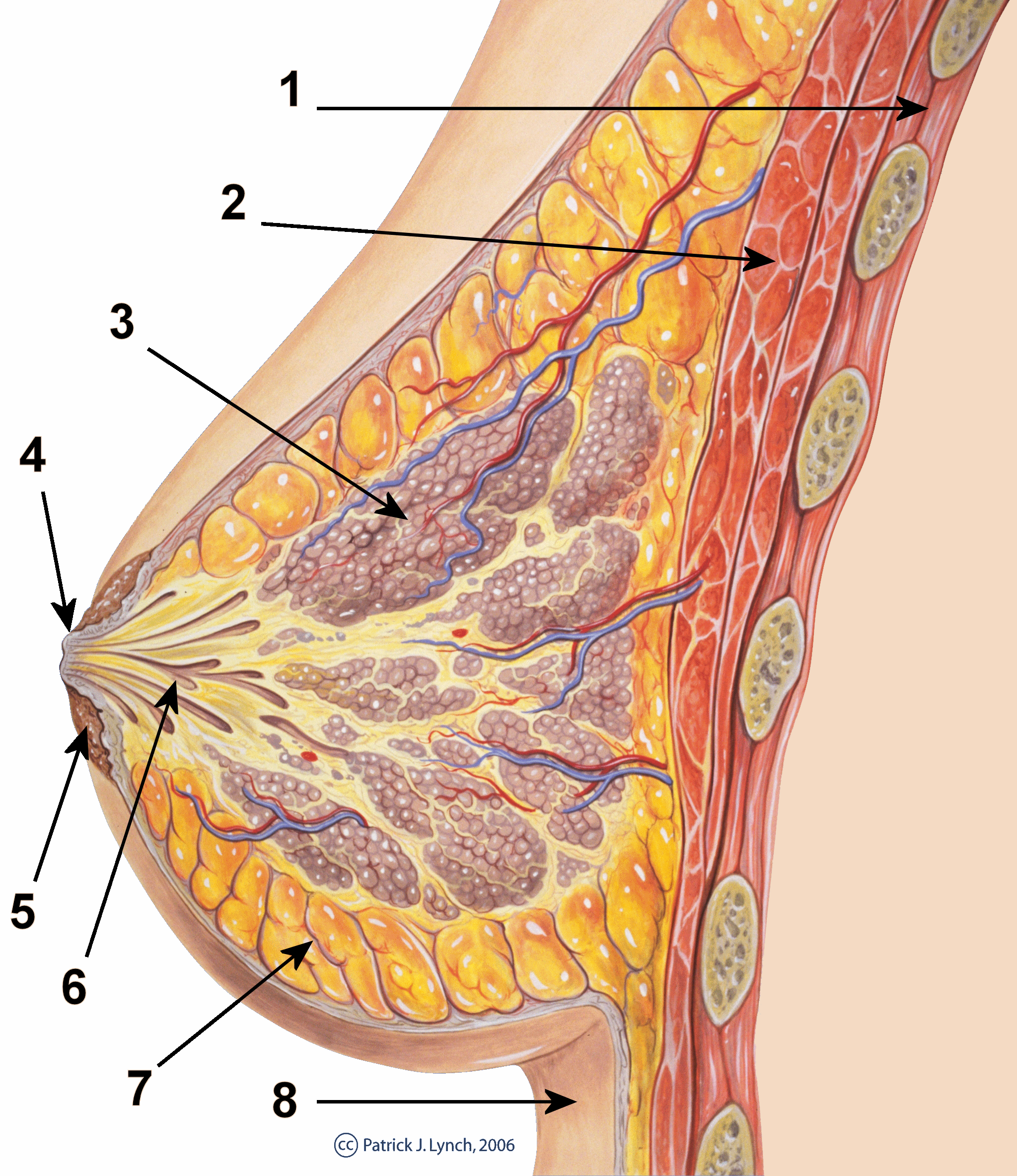
الثدي: شكل تخطيطي للثدي.
1. جدار الصدر
2. عضلة صدرية كبيرة
3. فصيصات
4. حلمة
5. هالة
6. قناة حليبية
7. نسيج شحمي
8. الجلد

- تراجع الحلمات: في هذه الحالة تحصل تغييرات على مستوى سطح الحلمة حيث تُسحب للداخل.

## التحفيز
يُمكن أن يُؤدي تحفيز حلمة الثدي للإثارة الجنسية. وهنا تجب الإشارة إلى أن الحلمات المنتصبة تُشير _عادة_ إلى وجود شهوة جنسية وهذا قد يُثير الشريك الجنسي المقابل مما قد يُحفزه جنسيا ويدفعه نحو ممارسة الجنس أو حتى الاستمناء في بعض الحالات. ويُعتبر الثديين وخصوصا الحلمات من المناطق المثيرة للشهوة الجنسية.
هناك تحفيز آخر لحلمات المرأة لكن هذه المرة لا علاقة له بالممارسة الجنسية؛ نتحدث هنا عن الرضاعة بما في ذلك الرضاعة الطبيعية التي تُشجعُ على إنتاج وإطلاق الأوكسيتوسين والبرولاكتين. هذا وتجدر الإشارة إلى أن هرمون الأوكسيتوسين مرتبط بالشهوة الجنسية وكذلك بالترابط الزوجي، وبالتالي فإن الباحثين منقسمين بشأن ما إذا كانت الرضاعة الطبيعية «تُحرض» على المشاعر الجنسية أم لا علاقة بين الطرفين. إذن فانتصاب الحلمة قد يحصل أيضا أثناء الإثارة الجنسية أو حتى أثناء الرضاعة الطبيعية على حد سواء بسبب الإفراج عن هرمون الأوكسيتوسين. في الحقيقة تنتصب الحلمة بسبب تقلص العضلات الملساء التي تقع تحت سيطرة الجهاز العصبي الذاتي، كما تُنتج هذه العضلة مجموعة من ردود الفعل التي عادة ما تُسبب القشعريرة. وجدت دراسة استقصائية في عام 2006 أن الشهوة الجنسية تحفز الحلمات لدى حوالي 82% من الشابات و52% من الشباب الذكور في حين 7-8% أكدوا عدم وجود أي علاقة بين الشهوة الجنسية وبين تحفيز الحلمات.
أكدت بعض النساء أنهن يشعرن بتحفيز على مستوى الحلمة خلال وصولهن لهزة الجماع.
اعتمدت الدراسة أيضا على تصوير خريطة الأعضاء التناسلية للإناث وتأثيرها على أجزاء الدماغ خلال عملية تحفيز جنسية معينة. ووُجد أن تحفيز الحلمات يُؤثر على نفس جزء الدماغ الذي يتأثر حينما يتم تحفيز مناطق أخرى من الجسم بما في ذلك المهبل، البظر وعنق الرحم. استخلصت الدراسة في نهاية المطاف أن تحفيز حلمة الثدي ربما يرتبط بالقشرة الحسية للأعضاء التناسلية والتي تُعرف أكثر باسم «منطقة الأعضاء التناسلية في الدماغ».

## سرطان الثدي
غالبًا ما يُمكنُ رؤية أعراض سرطان الثدي من خلال التغييرات التي تطرَأُ على الحلمة والهالة. في حقيقة الأمر؛ هذه الأعراض ليست مُتشابهة أو حتى مُتطابِقة لدى كل النساء، فالبعض لا يُلاحظن أي علامات أو أعراض أو حتى تغيرات على الإطلاق لكنهن مُصبن به والعكس صحيح. في هذه الحالة فإن تصوير الثدي الشعاعي (الماموجرام) هو من يحسم الأمر. بشكل عام هناك بعض العلامات التي تُعد كعلامات تحذير حول إمكانية الإصابة بهذا المرض
- نُشوء كتلة جديدة في الحلمة أو الثدي أو حتى الإبط.
- سماكة أو تورم جزء من الثدي، الهالة أو الحلمة.
- تهيج أو تغير في جلد الثدي.
- احمرار الجلد أو حصول تقشّر على مستوى منطقة الحلمة أو الثدي.
- ألم في الحلمة.
- إفرازات الحلمة من غير حليب الثدي بما في ذلك الدم.
- تغيير في حجم أو شكل الثدي أو الحلمة.
- ألم في أي منطقة من الثدي.

هذه التغيرات في الحلمة ليست بالضرورة أعراض أو علامات على الإصابة بسرطان الثدي، حيث تبقى في النّهاية مجموعة ملاحظات -حسب الأطباء طبعًا- لكنّها يمكن أن تحاكي أعراض وعلامات سرطان الثدي.

## ألم الحلمة
يُمكن أن يقفَ ألم الحلمة عائقا أمام السيدة خلال الرضاعة الطبيعية. يُسبب ألم الحلمة أو تشققها قلقًا لدى العديد من النّساء بسبب الألم الرهيب. في بعض الحالات؛ يتحوّل ألم الحلمة إلى قرحة. هناك عدّة أسباب لألم الحلمة؛ فبعضها معروف والآخر مجهول. بشكل عام إذا كانت الحلمة تظهر على شكل وتد باللون الأبيض فإنّ هذا قد يشير إلى طريقة الرضع ليست جيدة وهناك احتمال للإصابة بمرض الحلمة المتشققة. يُمكن أن ينتج ألم الحلمة كذلك عن الإفراط في الاحتكاك بالملابس الداخلية خاصة تلك الخشنة.

## إفرازات الحلمة
يُشير موضوع إفرازات الحلمة إلى السائل الذي يتسرب من حلمة الثدي. لا تُفرز الحلمة أي سائل إلا في حالة النساء المُرضعات مع بعض الاستثناءات. في حالة ما حصل تفريغ للثدي للنساء غير الحوامل أو حتى المراهقات فذاك لا يُشكل خطرًا على عكس الرّجال لأن هذا الأمر قد يبدو مُقلقًا لدى الكثير بل قد يُشير إلى وجود مشكلة. يُمكن أن تُفرز الحلمة سائلا معينا بدون ضغط كما يُمكن أن تتقلص هكذا بشكل اعتباطي. ليس هذا فقط؛ فقد يُمكن لثدي واحد أن يُفرز سائلا معينا فيما لا يقوم الثدي الثاني بأي ردة فعل. بالنسبة للسائل فقد يكون واضحا كما قد يكون مخفيا أما بخصوص اللون فعادة ما يتخد اللون الأخضر أو حتى البني كما يُمكن أن يكون لزجا أو حتى مائيا.
لا تستدعي إفرازات الحلمة أي علاج، ففي معظم الأحيان تكون هذه الإفرازات غير سرطانية (حميدة) ولكن نادرا ما يمكن أن يكون هذا علامة على سرطان الثدي. من المهم معرفة سبب تلك الإفرازات وهي كالتالي:
- الحمل
- الرضاعة الطبيعية
- فرك المنطقة من الصدرية أو الاحتكاك القوي بالصدرية الخشنة
- إصابة الثدي
- العدوى
- الالتهابات وانسداد قنوات الثدي
- أورام الغدة النخامية
- نمو الثدي خاصة في فترة المراهقة
- قصور الغدة الدرقية
- تجعد الثدي
- استخدام بعض الأدوية
- استخدام بعض الأعشاب
- توسّع قنوات الحليب

## جراحة الحلمة
خلال عملية استئصال الثدي؛ عادة ما يتم إزالة أنسجة الثدي مع الحفاظ على الحلمة والهالة. يتم هذا الإجراء من أجل الوقاية خاصة في حالة سرطان الثدي حيث إنه من الممكن تطور السرطان وانتشاره في باقي مناطق الجسم في حالة ما لم يتم استئصال المنطقة المصابة.

## ذكور الثدييات
تتواجد الحلمتين/الحلمات في الغالبية العظمى لطوائف الثدييات. في حقيقة الأمر لا زالت حلمات الذكور موضوع البحث العلمي. تُعتبر الاختلافات بين الجنسين (يسمى إزدواج الشكل الجنسي) ضمن نوع معين حسب علماء البيولوجيا التطورية ناتجة عن الانتقاء الجنسي بشكل مباشر أو غير مباشر. بالنسبة للفات حيث لا يوجد أي فرق بين الجنسين؛ فإن علم البيولوجيا التطورية يفترض أنه لم يكن هناك أي ميزة واحدة من الجنسين في السابق.

## في الثقافة

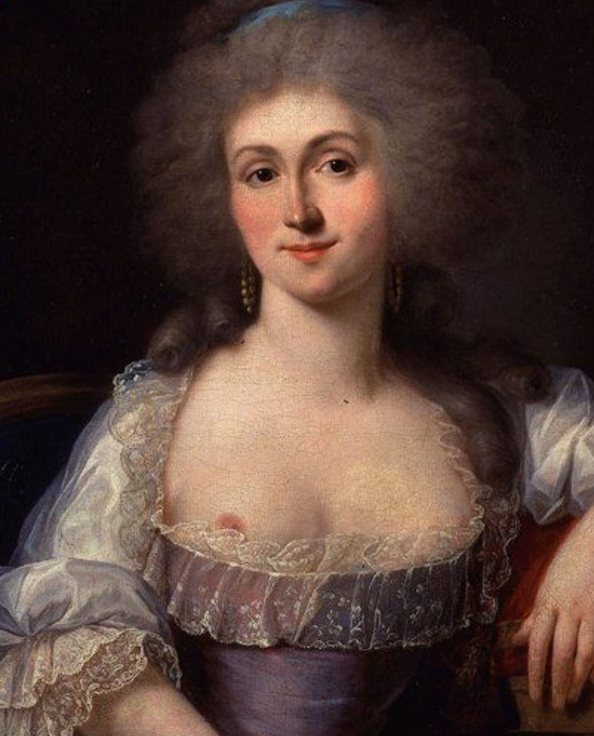
لوحة للفنان دوبليسيس تعود للقرن الثامن عشر في فرنسا وهي تُظهر صورة الأميرة لامبال شبه عارية الصدر تقريبًا

ظهرت ثقافة إخفاء حلمة الإناث تحت الملابس في الدول الغربية منذ عام 1800. غالبا ما ينظر إلى هذا العضو في الجِسم باعتباره جزءا حميميا. يُعد إبراز كامل الثدي والحلمات شكل من أشكال الاحتجاج في حين يعتبره آخرون بمثابة جريمة.

### في القانون
لطالما أثار موضوع الحلمة والثدي بشكل عام الكثير من الجدل في الأوساط القانونية. في ولاية بنسلفانيا في الولايات المتحدة؛ تمّ رفع دعوى قضائية في المحكمة العليا مم أجل البث في الموضوع. حاولت المحكمة سنّ قانونٍ يُنظم موضوع التعري في الأماكن العامة حيث أكدت في نهاية المطاف على أن تعرية الشخص لنفسه علم علم أو عن قصد أمر غير مقبول لكنّ تعرية السيدة لصدرها من أجل إرضاع طفلها أمرٌ لا حرج فيه. تم تعديل القانون في وقت لاحق بسبب مطالبة المحافظين بتشديد القوانين حتى لا تسقط الدولة في فخ الانحلال الأخلاقي. بشكل عام؛ فآظهار الرجل لحلمته أمر عادي في الولايات المتحدة -وفي باقي دول العالم بما في ذلك العالم العربي والإسلامي[محل شك]- على عكس حلمة الأنثى.
يُعتبر سيسيل آدامز من أبرز الناشطين في هذا المجال وقد سبق له وأن علّق على مشروع القانون بالقول: «لا يُمكنني التفكير في ذلك ... في حالة ما مشي رجل عاري الصدر في الشارع فإن أسوء ما قد يحصل له هو طرده من المطعم الذي حاول تناول طعامه فيه على عكس المرأة التي لو مشيت عارية الصدر في مكان عام سيُنظر لها على أساس أنها كانت تُمارس الجِنس قبل قليل! قد يبدو هذا جنونا ولكن في الولايات المتحدة هذا ممكن حسب القانون!» جدير بالذكر هنا أنّ ثقافات الدول تختلف من منطقة إلى أخرى فمثلا هناك دول في جنوب قارة أفريقيا تسمح بإظهار الحلمة بشكل عادي جدًا فيما ترفض أخرى هذا.

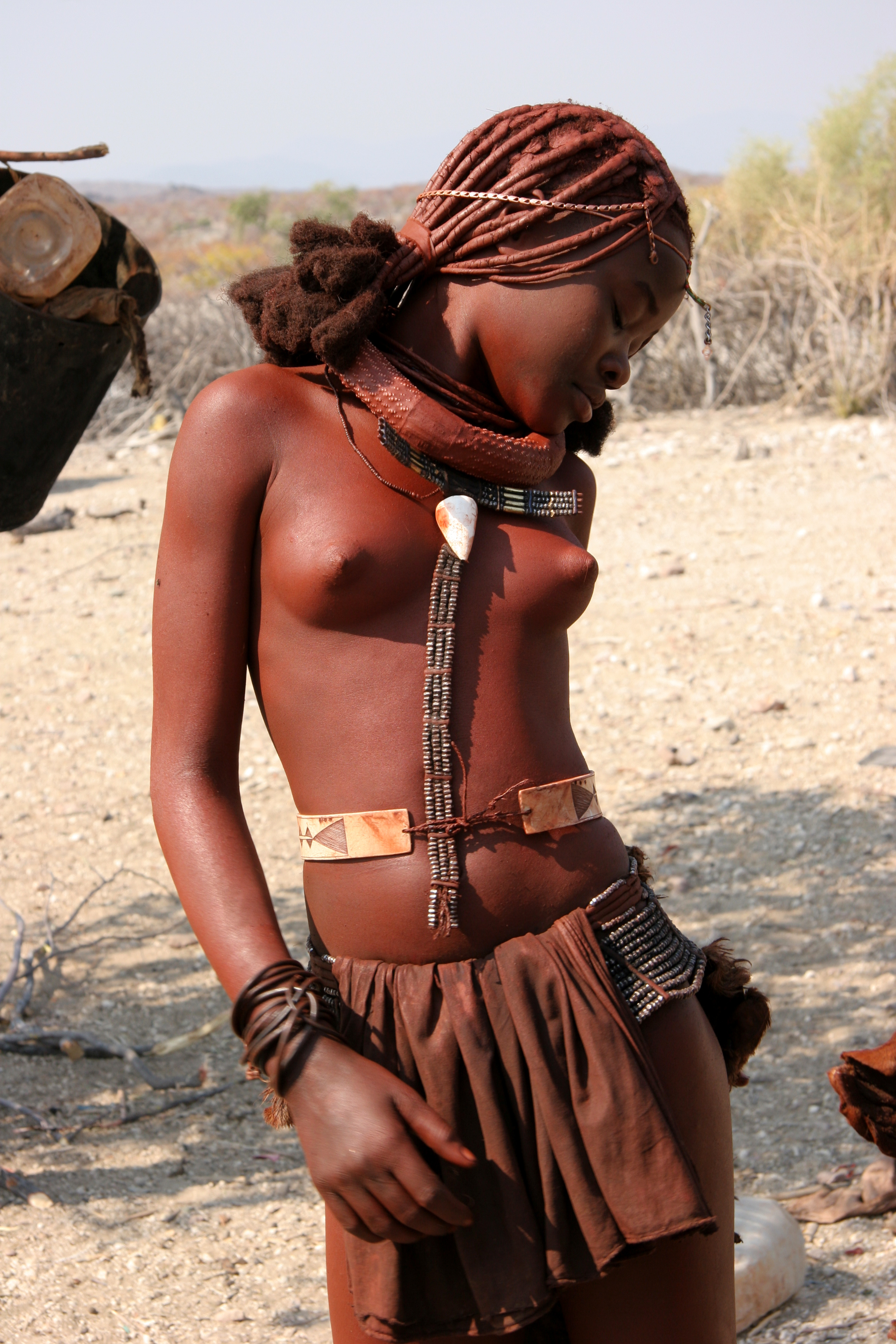
امرأة عارية الصدر في ناميبيا

### في وسائل الإعلام
تختلفُ سياسات المواقع الاجتماعية على النت فيما يخص إظهار الحلمات. بالنسبة لسياسة استخدام موقع إنستغرام التابع لشركة فيسبوك فإن إظهار الحلمات أمر غير مسموح له لكن هناك بعض الاستثناءات حيث يُسمح بنشر صور النساء في حالة استئصال الثدي أو في حالة وجود ندب أو حتّى خلال الرضاعة الطبيعية. يَسمح الموقع كذلك بنشر صور عبارة عن لوحات قديمة تُظهر صور عارية لنساء أو شيء من هذا القبيل. في السابق كان موقع إنستغرام يحذف صور الأمّهات المرضعات لكنه عمل في الآونة الأخيرة على تطوير خوارزميات تسمح له بحذف الصور الإباحية وترك صور النساء العاريات خلال عملية الإرضاع. في سابقة من نوعها؛ قام موقع إنستغرام بحذف صورة للفنانة الشهيرة ريهانا كما أوقف حسابها مؤقتًا بسبب نشرها لصورة برزت فيه حلماتها. أثار هذا الموضوع جدلا كبيرا حينها مما دفع نشطاء الموقع إلى إطلاق هاشتاج #FreeTheNipple من أجل الضغط على الموقع لترك مثل هذه الصور. بالنسبة لفيسبوك فهو ينتهج نفس سياسة إنستغرام تقريبًا مع بعض الاستثناءات. سبقَ للمخرجة لينا إسكو وأن أخرجت فيلمًا بعنوان حلمة مجانية حيث حاولت فيه كشف النّقاب عن مجموعة من القوانين التمييزية والتي تسمحُ للرجال بإظهار حلماتهم فيما تمنع النساء من ذلك كما حاولت لينا تسليط الضوء على التمييز على أساس الجنس في المجتمع.

### في مجال الأعمال التجارية
اعترفت مجموعة من الشركات الربحية وغير الربحية باستخدام كلمة «الحلمة» أو الاعتماد على صور تُظهر حلمات النساء من أجل لفت الانتباه إلى المُنتَج.